# Laminacauda pacifica
Laminacauda pacifica là một loài nhện trong họ Linyphiidae.
Loài này thuộc chi Laminacauda. Laminacauda pacifica được Lucien Berland miêu tả năm 1924.